# San José, San Antonio Sinicahua
San José är en ort i Mexiko.   Den ligger i kommunen San Antonio Sinicahua och delstaten Oaxaca, i den sydöstra delen av landet, 300 km sydost om huvudstaden Mexico City. San José ligger 2 346 meter över havet och antalet invånare är 190.
Terrängen runt San José är huvudsakligen kuperad, men åt sydväst är den bergig. Runt San José är det glesbefolkat, med 14 invånare per kvadratkilometer. Närmaste större samhälle är Heroica Ciudad de Tlaxiaco, 16,6 km nordväst om San José. Trakten runt San José består i huvudsak av gräsmarker.